# Nuevo Amatenango
Nuevo Amatenango är en ort i Mexiko.   Den ligger i kommunen Teopisca och delstaten Chiapas, i den sydöstra delen av landet, 800 km öster om huvudstaden Mexico City. Nuevo Amatenango ligger 2 170 meter över havet och antalet invånare är 153.
Terrängen runt Nuevo Amatenango är kuperad åt nordost, men åt sydväst är den bergig. Runt Nuevo Amatenango är det ganska tätbefolkat, med 104 invånare per kvadratkilometer. Närmaste större samhälle är San Cristóbal de las Casas, 19,2 km nordväst om Nuevo Amatenango. I omgivningarna runt Nuevo Amatenango växer huvudsakligen savannskog.